# تشوكورجه
تشوكورجه هو قضاء في محافظة حكاري التركية. بلغ عدد السكان 5,283 نسمة في عام 2010.

## المناخ
يظهر الجدول التالي التغييرات المناخية على مدار السنة لتشوكورجه:
| البيانات المناخية لـتشوكورجه      | البيانات المناخية لـتشوكورجه | البيانات المناخية لـتشوكورجه | البيانات المناخية لـتشوكورجه | البيانات المناخية لـتشوكورجه | البيانات المناخية لـتشوكورجه | البيانات المناخية لـتشوكورجه | البيانات المناخية لـتشوكورجه | البيانات المناخية لـتشوكورجه | البيانات المناخية لـتشوكورجه | البيانات المناخية لـتشوكورجه | البيانات المناخية لـتشوكورجه | البيانات المناخية لـتشوكورجه | البيانات المناخية لـتشوكورجه |
| الشهر                             | يناير                        | فبراير                       | مارس                         | أبريل                        | مايو                         | يونيو                        | يوليو                        | أغسطس                        | سبتمبر                       | أكتوبر                       | نوفمبر                       | ديسمبر                       | المعدل السنوي                |
| --------------------------------- | ---------------------------- | ---------------------------- | ---------------------------- | ---------------------------- | ---------------------------- | ---------------------------- | ---------------------------- | ---------------------------- | ---------------------------- | ---------------------------- | ---------------------------- | ---------------------------- | ---------------------------- |
| متوسط درجة الحرارة الكبرى °م (°ف) | 4.1 (39.4)                   | 5.7 (42.3)                   | 10.2 (50.4)                  | 16.0 (60.8)                  | 23.3 (73.9)                  | 29.9 (85.8)                  | 34.5 (94.1)                  | 34.4 (93.9)                  | 30.4 (86.7)                  | 22.6 (72.7)                  | 13.6 (56.5)                  | 6.4 (43.5)                   | 19.3 (66.7)                  |
| المتوسط اليومي °م (°ف)            | 0.0 (32.0)                   | 1.3 (34.3)                   | 5.5 (41.9)                   | 10.9 (51.6)                  | 17.3 (63.1)                  | 23.0 (73.4)                  | 27.4 (81.3)                  | 27.2 (81.0)                  | 23.1 (73.6)                  | 16.2 (61.2)                  | 8.6 (47.5)                   | 2.5 (36.5)                   | 13.6 (56.5)                  |
| متوسط درجة الحرارة الصغرى °م (°ف) | −4.0 (24.8)                  | −3.0 (26.6)                  | 0.9 (33.6)                   | 5.9 (42.6)                   | 11.3 (52.3)                  | 16.2 (61.2)                  | 20.3 (68.5)                  | 20.0 (68.0)                  | 15.8 (60.4)                  | 9.9 (49.8)                   | 3.7 (38.7)                   | −1.3 (29.7)                  | 8.0 (46.4)                   |
| الهطول مم (إنش)                   | 111 (4.4)                    | 146 (5.7)                    | 142 (5.6)                    | 131 (5.2)                    | 59 (2.3)                     | 2 (0.1)                      | 1 (0.0)                      | 1 (0.0)                      | 3 (0.1)                      | 41 (1.6)                     | 98 (3.9)                     | 108 (4.3)                    | 843 (33.2)                   |
| المصدر: Climate-Data.org          |                              |                              |                              |                              |                              |                              |                              |                              |                              |                              |                              |                              |                              |